# Silvia Infantas
Silvia Elvira Infantas Soto, más conocida como Silvia Infantas (Santiago de Chile, 14 de junio de 1923-Santiago de Chile, 19 de junio de 2024), fue una cantante, folclorista y actriz chilena.

## Biografía
Es la última gran figura de la música folclórica típica chilena que dejó un legado en su país hasta nuestros días. Nació en Santiago, hija del tenor lírico Jorge Infantas (1898-1968), y pasó su infancia en el barrio El Almendral de Valparaíso. En 1942 inició su carrera musical en diversas radios como Cooperativa, Minería, Corporación, Antártica y Prat, y al año siguiente fue elegida como la mejor «cantante melódica» de ese año por la revista Radiomanía. Pasó rápidamente de la música melódica a la folclórica, y lideró los grupos "Silvia Infantas y los Baqueanos", entre 1953 y 1959, y "Silvia Infantas y los Cóndores", entre 1960 y 1969. En 1962 participó en el III Festival Internacional de la Canción de Viña del Mar interpretando «El loro aguafiestas» junto a Los Cóndores, canción que obtuvo el primer lugar de la competencia.
Silvia Infantas fue una figura de singular importancia en la música de raíz folclórica en Chile durante 1942 y 1970. No es aventurado afirmar que la mayoría de los chilenos ha escuchado al menos una vez, y es posible que muchas veces su voz. Es casi una garantía, Silvia Infantas será escuchada con certeza, y a gran escala, al menos una vez al año a lo largo y ancho de todo Chile. Su canto, cuando lleguen las fiestas patrias en Chile, se oirá en fondas y ramadas, en programas de radio y televisión, pero además en el sonido ambiente de restaurantes y centros comerciales, en pasillos de supermercados, en ceremonias oficiales, en fiestas criollas y semanas de la chilenidad. En septiembre, la música de fondo en Chile dicta un repertorio de tonadas, cuecas y canciones tradicionales. Y pocos aportaron tanto a ese cancionero como Silvia Infantas. Su voz está fijada en la memoria discográfica chilena. La suya es la historia de una diva de la canción chilena de su tiempo. Su mejor definición es celebridad y anonimato entre el misterio de su temprano retiro y el esplendor con que se inscribió para siempre en la historia de la música popular chilena.   
Realizó giras internacionales por Argentina, Uruguay, Perú, Ecuador, Colombia, Venezuela y Panamá con el Conjunto Silvia Infantas y Los Baqueanos entre 1953 y 1959, y luego junto al conjunto Silvia Infantas y Los Cóndores entre 1960 y 1969. Además, Con Silvia Infantas y Los Cóndores emprendió giras por Europa. Con paradas en Alemania Occidental, Alemania Oriental, España, el grupo cumplió con fechas en las ciudades de Leipzig, Halle, Berlín y Magdeburg, Madrid, Vigo, Granada, Bilbao, entre otras.
En 1955 el destacado pianista, director y compositor Vicente Bianchi presentó su ingente trabajo sobre los poemas de Pablo Neruda "Tonadas de Manuel Rodríguez", "Canto a Bernardo O'Higgins" y "Romance de los Carreras", cuyos intérpretes, como bien se sabe, fueron Silvia Infantas y Los Baqueanos. Imposible separar de estos nombres tales obras maestras de la creación folclórica chilena. Fue de tal magnitud el lanzamiento que provocaron en el medio chileno y posteriormente con lanzamientos internacionales, las tres composiciones de Neruda-Bianchi, con las "Tonadas de Manuel Rodríguez" a la cabeza, que la visión que comúnmente se tenía de la música folclórica en Chile, considerada hasta entonces como un género muy secundario, cambió para siempre con la irrupción incontenible de una nueva era para el arte chileno, así como para su patrimonio cultural. Silvia Infantas y Los Baqueanos, tienen el mérito de haber sido los intérpretes originales de la extraordinaria producción de Neruda-Bianchi y de haber constituido un grupo interpretativo formidable y sin precedentes en Chile, pues esas obras de forma y raíz folclórica y muchas otras de similar estructura, se grabaron con acompañamientos de guitarra y gran orquesta. Así nació a fines de los años 50, aquella prestigiosa colección denominada Música para la Historia de Chile la que ha quedado inscrita para siempre como una producción discográfica de antología y un aporte destacado a la cultura de Chile.
Posteriormente, con el nuevo grupo de Silvia Infantas y Los Cóndores se intensificó la labor de grabación y las presentaciones públicas, y se hicieron nuevas giras al exterior, las que alcanzaron a Europa. El grupo se presentó exitosamente en numerosas temporadas en Alemania y España, además de realizar varios viajes profesionales por Latinoamérica. Los años 60 especialmente prolíficos en la actividad artística chilena, vieron la publicación de numerosos discos por Silvia Infantas y Los Cóndores, conteniendo un riquísimo repertorio de canciones del folclore, con arreglos e interpretaciones de la más alta jerarquía.
Infantas, ya fuese con Los Baqueanos o con Los Cóndores, obtuvo numerosas distinciones y premios, destacando entre ellos el haber interpretado la canción ganadora del Festival Internacional de la Canción de Viña del Mar en 1962. 
Silvia Infantas es quizás la pieza cúlmine y probablemente la más brillante de esa especie de movimiento que hoy conocemos como música popular de raíz folclórica y que construyó las bases para muchas estrellas de la canción chilena que posteriormente vinieron a poblar la galería de la fama, y que hoy gracias a los avances de las comunicaciones, se instalan con luces enceguecedoras en el inconsciente colectivo chileno. 
Además desarrolló una carrera como actriz en el Teatro de Ensayo de la Universidad Católica (TEUC) entre 1946 y 1952. Actuó en obras como El gran farsante, El tiempo y los Conway, Contigo en la soledad, El cid, El burlador de Sevilla, Invitación al castillo, Pigmalión, El senador más honorable, La pérgola de las flores y La anunciación a María. Por esta última obtuvo el Premio Caupolicán como «mejor actriz» en 1950. También actuó en la película Ayúdeme usted compadre de 1968.
En 2009 fue nombrada «Figura Fundamental de la Música Chilena» por la Sociedad Chilena del Derecho de Autor (SCD).
En 2015 fue galardonada con el Premio a la Música Nacional Presidente de la República en la categoría «Música folclórica». Sin embargo, fue el 28 de marzo de 2016, en un acto oficial, en el Patio de las Camelias del Palacio de La Moneda, el día que la artista recibió a sus 92 años y de manos de la presidenta Michelle Bachelet el galardón a la música chilena que lleva ese nombre: Presidente de la República
En marzo de 2019, en el contexto de la conmemoración del mes de la mujer, se lanzó el primer libro biográfico de la artista titulado: "Silvia Infantas, voz y melodía de Chile", escrito por el periodista especializado en música David Ponce. La obra tiene la tarea de mantener viva la memoria de grandes valores y dejar testimonio de manera categórica que Silvia Infantas es de las más grandes intérpretes vocales en la historia de la música popular en Chile.
El 14 de junio de 2023 cumplió 100 años, convirtiéndola en una centenaria.

## Discografía

### Con Silvia Infantas y los Baqueanos
- Música para la historia de Chile (1955)
- Tonadas de Manuel Rodríguez (1955)
- Romance de los carrera (1955)
- La Independencia de Chile (1955)
- Canto a Bernardo O'Higgins (1956)
- Chile compañero
- A la mar,marinero
- Yo vengo de San Rosendo
- La refalaita
- Sólo al mar
- Patitos en la laguna
- Carretita Chancha
- Consejos por casamiento
- Tristeza India
- Eternamente
- Huaso
- Canción del brindis
- Huaso ladino
- Vamos,corazón
- Feliz cumpleaños
- Somos los buenos muchachos
- La barquilla del amor
- Eternamente
- Pinceladas del pago
- La pena de mi canto
- Los lagos de Chile
- Al pie de una guitarra
- La rosa y el clavel
- Arriba las palmas
- Echándole el pelo
- La amasandera de Quilipín
- La chiquilla que baila
- Entre mate y mate
- Aradito de palo
- Allá va mi huaso
- Caldito de ave
- ¡Viva la Cueca!
- La blanca azucena
- Ramoncito,el camarón
- Ja Jai qué linda la Cueca
- Yo conocí a una a una morena
- Ilusión campesina
- El marinero
- Así es mi tonada
- La Cueca del gorila
- Aló aló
- Hermanos Lagos
- Corazones partidos
- El canario
- Los finaos
- La batelera
- El casamiento

### Con Silvia Infantas y los Cóndores
- Bajando pa' Puerto Aysén (1964)
- Rosita de Cachapoal (1964)
- Cuando baila mi morena. La cueca: su origen, su música, sus estilos (1965)
- ¡Con permiso...! Soy la cueca (1968)
- Huaso pintiao (196x)
- Cantarito de Greda
- Si vas para Chile
- La consentida
- Racimito de uva negra
- En Chillán planté una rosa
- Camino de luna
- Fiesta del campo
- Mis recuerdos
- La Juana Rosa
- Apología de la cueca
- Campanilla de plata
- La palomita
- La rosa blanca
- Los dichos chilenos
- Tonadas para la Patria
- Huasita regalona
- Mi guitarra
- Campito de mi tierra
- Zorzalito
- La gitana
- Porqué se fue
- Tierra chilena
- Tiro y tiro y el huaso firme
- Los lagos de Chile
- Mi casa de campo
- Échame el lazo (1964)

### Como solista
- Héroes y tradiciones (1999)

## Filmografía
- Ayúdeme usted compadre (1968)
- Un chileno en España (1962)